# Doña Mencía
Doña Mencía es un municipio español situado al sur de la provincia de Córdoba, en la comunidad autónoma de Andalucía. Cuenta con una población de 4478 habitantes (INE 2024). Su superficie es de 15,2 km², siendo uno de los términos municipales más pequeños de la provincia cordobesa. Es este el motivo por el cual su densidad de población también es muy elevada, de 310,39 hab/km². 
Se encuentra situado en la comarca de la Subbética Cordobesa, a una altitud de 590 metros y a 77 kilómetros de la capital de provincia, Córdoba. Parte de su término municipal entra dentro del llamado "centro geográfico de Andalucía", acompañado por el de otros municipios como Cabra, Monturque, Aguilar de la Frontera, y Lucena.  
El nombre del municipio procede de Mencía López de Haro, esposa del capitán Álvaro Pérez de Castro.

## Geografía

### Ubicación
El municipio de Doña Mencía está enclavado en pleno parque natural de las Sierras Subbéticas y al norte de la comarca de Subbética cordobesa, además de pertenecer a un increíble enclave natural tiene una muy buena conexión con algunas ciudades cercanas como Córdoba o Jaén

### Clima
| Estación Meteorológica de Doña Mencía | Estación Meteorológica de Doña Mencía | Estación Meteorológica de Doña Mencía | Estación Meteorológica de Doña Mencía | Estación Meteorológica de Doña Mencía | Estación Meteorológica de Doña Mencía | Estación Meteorológica de Doña Mencía | Estación Meteorológica de Doña Mencía | Estación Meteorológica de Doña Mencía | Estación Meteorológica de Doña Mencía | Estación Meteorológica de Doña Mencía | Estación Meteorológica de Doña Mencía | Estación Meteorológica de Doña Mencía | Estación Meteorológica de Doña Mencía |
| Periodo 2000-2013                     | Ene                                   | Feb                                   | Mar                                   | Abr                                   | May                                   | Jun                                   | Jul                                   | Ago                                   | Sep                                   | Oct                                   | Nov                                   | Dic                                   | Anual                                 |
| ------------------------------------- | ------------------------------------- | ------------------------------------- | ------------------------------------- | ------------------------------------- | ------------------------------------- | ------------------------------------- | ------------------------------------- | ------------------------------------- | ------------------------------------- | ------------------------------------- | ------------------------------------- | ------------------------------------- | ------------------------------------- |
| Temperatura media anual (°C)          | 08,65                                 | 09,97                                 | 12,22                                 | 13,45                                 | 16,87                                 | 24,06                                 | 25,76                                 | 26,09                                 | 21,85                                 | 16,87                                 | 11,55                                 | 09,73                                 | 16,42                                 |
| Precipitación media (mm)              | 56,15                                 | 52,38                                 | 96,93                                 | 54,20                                 | 61,73                                 | 04,30                                 | 00,15                                 | -                                     | 49,60                                 | 77,15                                 | 61,10                                 | 91,40                                 | 605,09                                |

## Historia
Los restos más antiguos encontrados en el término son una tumba procedente de la cultura argárica. 
Doña Mencía es un pueblo de fundación cristiana medieval. Aunque la importante población que parece que habitó el Laderón en la Edad Media constituya un precedente claro de dicha localidad, hay que centrarse en la época de la conquista cristiana del sur del reino de Córdoba para situar el origen del actual núcleo urbano. Tras la conquista de la antigua capital califal en 1236, el rey Fernando III de Castilla junto al arzobispo de Toledo, Rodrigo Jiménez de Rada, conquistarían el Valle del Guadalquivir, ocupando la zona y concediendo al Adelantado de la frontera de Jaén, Alvar Pérez de Castro, el control de las mismas.
El núcleo urbano de Doña Mencía se extiende por la falda de la Serrezuela y la Oreja de la Mula, nombre popular con el que se conoce en la villa a la elevación rocosa de San Cristóbal. El municipio surge ligado al castillo entre la necesidad de defender el camino de Baena a Cabra durante el siglo XIII. En 1415,  Diego Fernández de Córdoba obtiene el privilegio para formar una villa y, a partir de entonces, se construyeron los primeros edificios adosados a la muralla. El desarrollo del pueblo se inició con la formación de la calle Llana, ampliándose durante los siglos XV y XVI a las calles Hospital, Pilar de Arriba, Calvario y Torres, ocupando las primeras pendientes de la Serrezuela.
En el siglo XV se construyó una iglesia junto al castillo, con una sola nave, que se demolió en el siglo XVIII para construir la iglesia de Ntra. Sra. de la Consolación, en tres naves de estilo barroco. Por su gran tamaño, el templo fue considerado una joya arquitectónica de interés en la provincia de Córdoba, hasta que en septiembre de 1932 un incendio lo destruyese por completo. 
La construcción del Ayuntamiento en 1733, en la actual plaza de Andalucía, desplaza el centro urbano y se continúa la ocupación del suelo hasta el cauce del Arroyo de la Cruz del Muelle. A partir de mediados de este siglo, con el embovedado del Arroyo de la Cruz del Muelle, se produce una importante expansión en su margen izquierda con el Llano Santo y Buenavista, proceso que continúa en la actualidad. 
A finales del siglo XIX el ferrocarril llegó a la zona con la construcción de la línea Linares-Puente Genil, que en este municipio llegó a contar con su propia estación. El ferrocarril se mantuvo en servicio hasta su clausura en 1985, siendo desmantelada posteriormente la vía.
Actualmente es un pueblo que vive principalmente dedicado al sector agrícola, principalmente al cultivo del olivo, pero también es un referente del ecoturismo, ya que, debido al enclave dónde se encuentra a los pies de las Sierras Subbéticas, el paso de la Vía Verde del Aceite y de los diferentes yacimientos en las cercanías del municipio, como puede ser el Laderón, hacen que sea un lugar fantástico para visitar

## Demografía
Doña Mencía cuenta con una población de 4478 habitantes (INE 2024).
| Gráfica de evolución demográfica de Doña Mencía entre 1842 y 2021                                                   |
| |
| Población de derecho según los censos de población del INE Población de hecho según los censos de población del INE |

### Movimientos de la población
Natalidad y mortalidad
En el año 2003 la tasa de natalidad fue del 12,24%, siendo calificada de baja. La tasa de mortalidad era del 8,03%, más baja que la media de España que se situaba en el 9%.

## Patrimonio artístico y monumental

### Yacimientos arqueológicos
El Laderón
Sin duda alguna, se trata del yacimiento arqueológico más importante del término municipal y del que proceden las piezas más significativas de nuestro museo. Ocupa un prominente cerro amesetado, una de las últimas estribaciones de la Sierra Subbética en su cara Norte, concentrándose en la parte superior, en donde todavía son visibles restos de su recinto amurallado y de dos cisternas de agua.
Presenta una prolongada ocupación, que se inicia en la Prehistoria Reciente, en concreto de la Edad del Bronce, si bien parece que su máximo esplendor y desarrollo se produjo en época ibero-romana. Perduró durante toda la Edad Media como centro de cierta entidad urbana, desapareciendo definitivamente tras la conquista de Fernando III el Santo en 1240. Archivado el 11 de junio de 2016 en Wayback Machine.

### Patrimonio monumental
- Castillo de Doña Mencía

Formado por el castillo (siglo XV), el molino de aceite del Duque de Sessa (siglo XVII) y el Pósito Municipal (siglos XVII-XVIII).

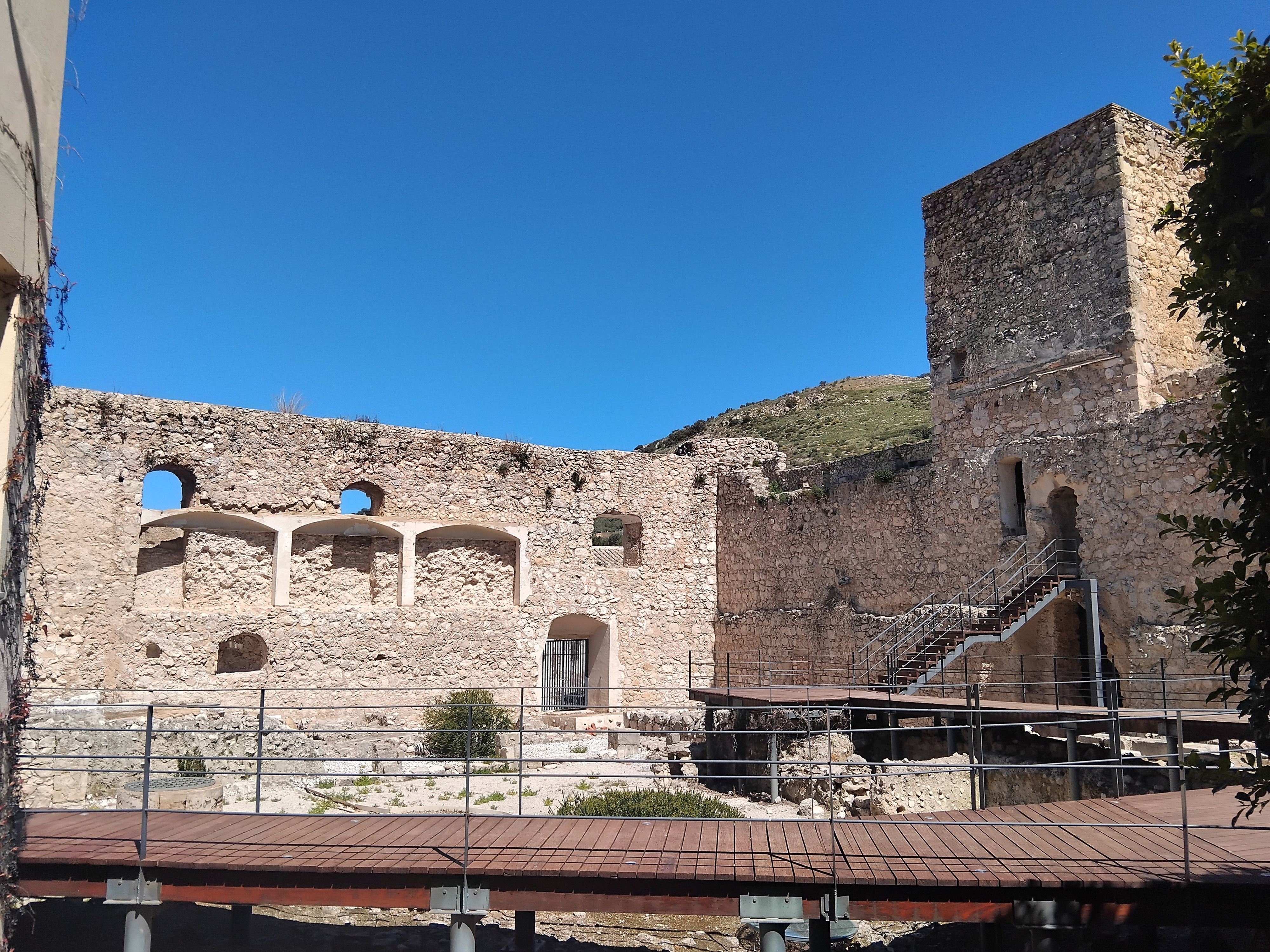
Ruinas del castillo de Doña Mencía.

El entramado de calles que lo rodean y que forman el centro histórico son una prolongación del conjunto y no se entienden sin el castillo. La evolución del molino y del pósito tampoco se entiende históricamente sin su contexto urbano. El castillo es una fundación de Diego Fernández de Córdoba, fechada en 1415, y conserva gran parte de sus murallas originales. Su planta es trapezoidal, construido en mampostería y sus murallas están jalonadas por torres circulares en las esquinas Noreste y Sureste. De las Torres que flanqueaban los lados menores sólo nos ha quedado la Torre del Homenaje, que con sus 17 m de altura es el hito arquitectónico más importante del conjunto.
Un total de cinco etapas de ocupación han prevalecido en la historia del Castillo de Doña Mencía y en el solar que los sustenta . La primera fechable en la época tardorromana, hacia el siglo IV, V y VI en la época visigoda, debida a un asentamiento rural de «villa» dedicada a faenas agrícolas. Una segunda en el sigo XIII, con las gentes de la Orden de Calatrava que levantaron una atalaya. La tercera se llevó a cabo a comienzos del siglo XV, levantando el castillo arquitectos mudéjares al servicio de la Casa de los Fernández de Córdoba, con el fin de albergar a un mayor número de tropa. La cuarta etapa, iniciada en el siglo XVI, se correspondería con la transformación del castillo, en sus nuevas funciones de almacén, granero y molino, y se prolongaría hasta el siglo XIX. En cuanto a la quinta etapa, se desarrolló a comienzos del siglo XX, con las religiosas de Cristo Rey.
Las últimas excavaciones efectuadas en el interior del castillo han puesto en evidencia la ocupación de su solar en la época Neolítica, en el tránsito del sexto al quinto milenio antes de Cristo.
Interiormente se puede visitar el Patio de Armas, con un pozo y fuente octogonal de influencia mudéjar, en torno al cual se organiza todo el conjunto: una galería formada por pilares de piedra y estancias en la parte trasera, junto a la muralla.
Además de los restos del patio de armas y de las salas del siglo XV, intramuros se pueden ver los restos del molino del Duque de Sessa, compuesto por cuatro muelas, ocho vigas de prensa (sólo se conservan seis), el horno y la red de colectores para alpechín. Se trata del conjunto mejor conservado de la comarca que permite visualizar el funcionamiento de un molino preindustrial del sistema de prensa para la obtención del aceite.
Extramuros y adosado a la muralla sur queda parte del Pósito municipal reconstruido en 1759. Los arcos de su interior forman parte de los cinco que originalmente separaban las dos naves que lo formaban. El edificio estaba destinado al almacenamiento de pan y cereal con el objeto de garantizar su existencia en casos de carestía, tanto para la sementera anual como para el consumo.
En la Visita al Conjunto también podrán ver restos de época neolítica y romana.
El ascenso a la Torre del Homenaje nos permite descubrir un magnífico mirador de todo el conjunto arqueológico, del paisaje histórico que se asocia estrechamente al Castillo y al parque natural de las Sierras Subbéticas.
- Portada y ruinas de la antigua iglesia de Nuestra Señora de la Consolación

Conjuntamente con el castillo, el antiguo convento parroquial de Nuestra Señora de la Consolación constituye uno de los vestigios más antiguos de la Doña Mencía primigenia. Su origen derivaba de los privilegios pontificios que le fueron concedidos por el Papa Martín V en 1419, y que se mantuvieron hasta la exclaustración definitiva de los dominicos en 1835. De estilo barroco, quedó destruida en un incendio acaecido en 1932 siendo su solar habilitado como «Auditorio al Aire Libre» en el año 2000. En este lugar se concentran los actos culturales en la época estival.
En la actualidad se conserva la portada y hornacina anexa al campanario, en el que se puede ver el tallado en piedra de un Cristo crucificado.
Otros elementos patrimoniales

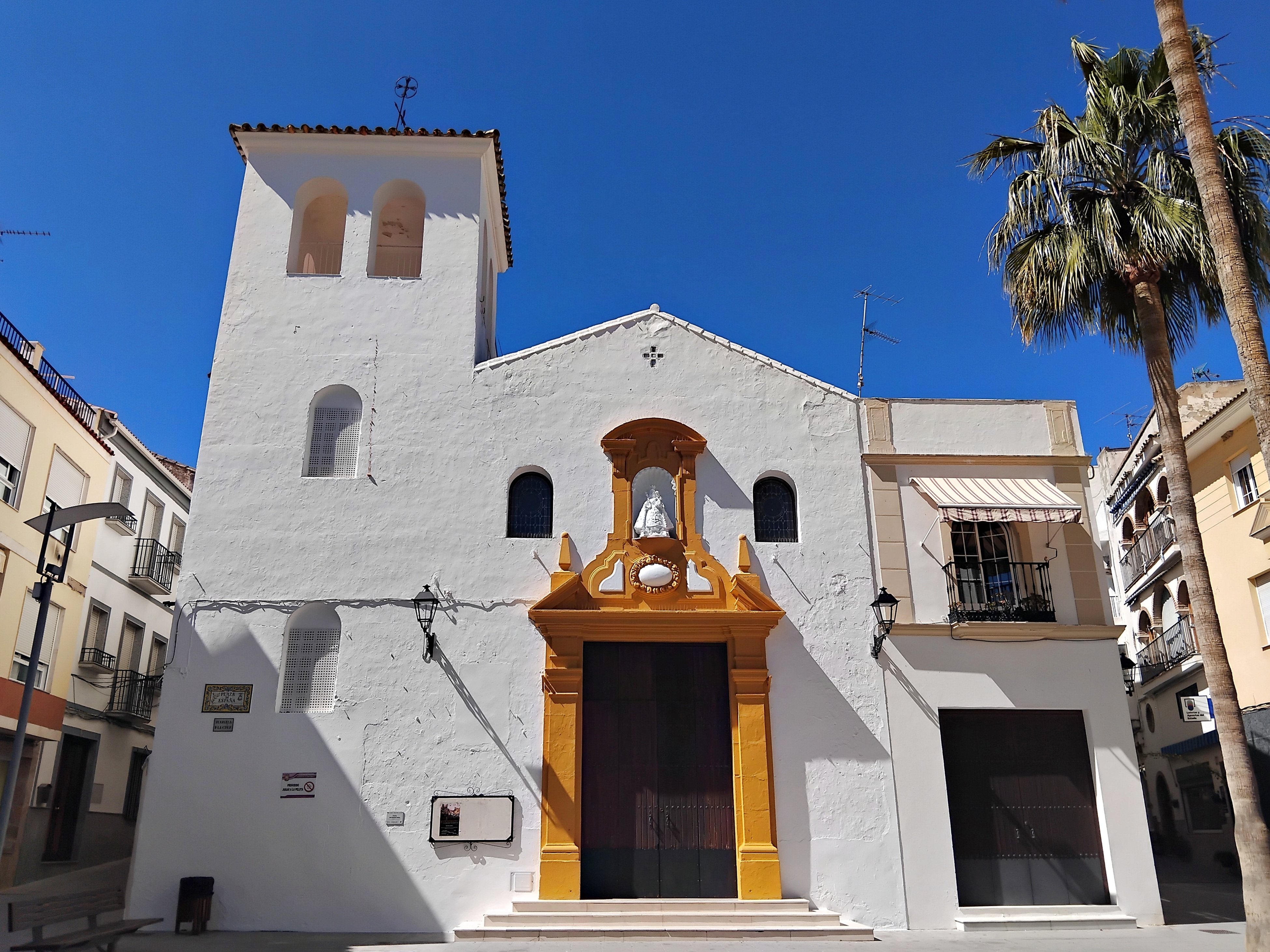
Ermita del Espíritu Santo

- Ermita del Espíritu Santo, en la misma se encuentran la mayor parte de las Imágenes que procesionan en la Semana Santa de Doña Mencía. Se construyó en 1936 tras el incendio de la vieja parroquia en estilo neobarroco.
- Ermita-Mirador del Calvario.
- Parroquia de Nuestra Señora de la Consolación (templo construido en la década de los 70).
- Ruinas de la Ermita de San Sebastián
- Fuente del Ejido, conocida popularmente como "el Pilar de Abajo", construida en torno al año 1653.
- Fuente de las Pilas, anclada en el parque natural de las Sierras Subbéticas y próxima al yacimiento de la Torre de la Plata.
- Casas señoriales de la calle Llana y de la calle Granada (con escudos)
- Antiguo Molino de los Vergara (s. XIX).

### Patrimonio Histórico Andaluz
- Ver catálogo

## Museo histórico-arqueológico
Situado en la Casa de la Cultura «Juan Valera», recopila materiales procedentes de más de trescientos yacimientos arqueológicos de nuestra provincia y de la zona limítrofe de Jaén. Sus orígenes se remontan a la década de 1950, gracias a los hallazgos del grupo G.A.M.A. Tras varios intentos de legalización, en 1980 es aceptado por las autoridades académicas y políticas de la provincia y mediante Decreto de la Junta de Andalucía, se convierte en el primer museo abierto de la provincia de Córdoba.
La visita al museo histórico de Doña Mencía está basada en el aspecto didáctico-cronológico y presenta restos del paleolítico inferior con una antigüedad de entre 250.000 y 100.000 años. También, materiales tallados en sílex adscritos al periodo musteriense que data aproximadamente de unos 50.000 años y finalmente elementos microlaminares de sílex y hueso pertenecientes al periodo histórico Epipaleolítico.
Del Neolítico podemos encontrar diverso material como hachas y anzuelos situados entre el V y IV milenio a. C. Quizás las piezas más destacables de este periodo sean los dos ídolos de piedra caliza, en forma de doble hacha y con decoración incisa, datables en torno al 2000 a. C., así como una tumba de tradición argárica que se conserva restaurada, con un ajuar compuesto por una espada corta de bronce, un cuenco de cerámica y otros elementos de piedra pulimentada y tallada, datados hacia 1800 a. C. Dentro de los periodos históricos encontramos ejemplos de las diversas culturas que colonizaron la zona, como fenicios, griegos, íberos, romanos y árabes.

## Economía

### Evolución de la deuda viva municipal
El concepto de deuda viva contempla sólo las deudas con cajas y bancos relativas a créditos financieros, valores de renta fija y préstamos o créditos transferidos a terceros, excluyéndose, por tanto, la deuda comercial.
| Gráfica de evolución de la deuda viva del Ayuntamiento de Doña Mencía entre 2008 y 2023                 |
| |
| Deuda viva del Ayuntamiento de Doña Mencía, en miles de euros, según datos del Ministerio de Hacienda . |

## Fiestas
- Romería de San Pedro: romería celebrada en honor de San Pedro Mártir de Verona, patrón del municipio y de los inquisidores.
- Ferias:
  - Feria en honor a Nuestro Padre Jesús Nazareno, celebrada entre los días 12, 13, 14 y 15 de septiembre.
  - Feria en honor a san Pedro Mártir de Verona, celebrada durante el último fin de semana de abril o en el primero de mayo.
- Cruces de Mayo
- Corpus Christi
- Verbena de la calle Llana, celebrada por la festividad de la Asunción el 15 de agosto.
- Semana Santa: Destacan sus "pregones", relatos versados de la Pasión que son cantados por los Pregoneros y Rezaores a lo largo de todas las procesiones de la Semana Mayor. De especial interés la procesión del Martes Santo en la que sale a las calles de Doña Mencía la figura de Jesús Cautivo y Nuestra Señora de la Estrella. En la madrugada del Jueves Santo, en la que se traslada la imagen del Cristo del Calvario desde su ermita hasta la población, para luego subir el Viernes Santo de nuevo a su ermita. Es digno de reseñar, al mismo tiempo, la procesión de la "madrugá" del Viernes Santo de Nuestro Padre Jesús Nazareno. Las figuras bíblicas con sus rostrillos son merecedoras de ser mencionadas y dentro de ellas "Los Evangelistas" que elevan sus brazos al cielo y son testigos mudos de todos los actos procesionales, recogiendo con sus plumas todo lo acontecido.
- El Sermón del Descendimiento y la Cofradía del Santo Sepulcro de Doña Mencía.

## Deporte
Mencisport, es el primer diario digital deportivo de Doña Mencía. Lo forman un grupo de jóvenes a los que les gusta el deporte. Además de programa deportivo de Onda Mencia Radio (107.6 FM) que emiten desde el 6 de julio de 2009, los jueves a las 20h. 
Actualidad, retransmisiones, entrevistas, etcétera.
El Club Deportivo Atlético Menciano es uno de los clubes de fútbol de la localidad cordobesa, con equipo en todas las categorías y destacando el ascenso de su equipo sénior en la temporada 15/16 a 2.ª Andaluza, además de diferentes títulos en sus categorías base como alevín o benjamín.
En cuanto al fútbol sala, resaltan el CD Apaga y Vámonos, que compite en categoría nacional en Tercera División donde en su primera temporada ha terminado en sexto lugar, y el Club Deportivo Menciana (que es el filial), y a su vez uno de los más laureado en Andalucía a nivel de base, siendo campeón de Andalucía en categoría alevín y participando en el campeonato de España. Además cuenta con sección de taekwondo, y ha tenido tenis de mesa en temporadas anteriores.
En el deporte local destacamos:
El Pilarito C.F. es otro de las entidades más importantes del municipio cordobés, con más de 10 años de antigüedad y tiene su sede en el barrio de Doña Mencía con el mismo nombre. 
El Recreo del Chato es uno de los clubes más laureados de esta localidad, con diferentes triunfos en las distintas ligas de fútbol-7 y fútbol sala, destacar también el presidente de honor del club Paco "el chato" que fue jugador de las categorías base del FC Barcelona por los años 50.